# Johann Schobert
Johann Schobert (ur. około 1730 przypuszczalnie na Śląsku, zm. 28 sierpnia 1767 w Paryżu) – niemiecki kompozytor i klawesynista.

## Życiorys
Nie ma żadnych informacji na temat jego pochodzenia i młodości, niepewna jest także data urodzenia. Friedrich Melchior von Grimm wywodził jego pochodzenie ze Śląska, Christian Friedrich Daniel Schubart uważał go za swojego krewnego z Norymbergi, jego korzeni szukano także w Strasburgu. Hugo Riemann wiązał go natomiast z kręgiem szkoły mannheimskiej. Około 1760 roku wyjechał do Paryża, gdzie pozostawał w służbie na dworze Ludwika Franciszka Burbona-Conti. Zyskał sobie renomę jako klawesynista-wirtuoz. W 1764 roku poznał goszczącą w Paryżu rodzinę Mozartów, słuchał gry młodego Wolfganga Amadeusa i wywarł duży wpływ na jego późniejszą twórczość. Zmarł wraz z rodziną, sługą i czwórką przyjaciół po zjedzeniu trujących grzybów.

## Twórczość
Należał do grupy niemieckich wirtuozów działających w Paryżu w 2. połowie XVIII wieku, wprowadzając na grunt francuski wczesnoklasyczny typ sonaty na instrument klawiszowy z towarzyszeniem instrumentów. Sonaty Schoberta mają budowę 3-, rzadziej 2- lub 4-częściową. Klawesyn z instrumentu akompaniującego wysuwa się w nich na pierwszy plan, w konsekwencji czego w jego partii wyeliminowana zostaje improwizacja. Skomponował operę komiczną Le garde-chasse et la braconnier (wyst. Paryż 1765), 6 symfonii, 21 sonat skrzypcowych, 7 sonat triowych, 5 koncertów klawesynowych, 3 kwartety oraz szereg sonat klawesynowych.